# Juan Antonio Pezet
Juan Antonio Pezet (Lima, 11 de junho de 1809 — Lima, 24 de março de 1879) foi um político e Presidente do Peru.

## Biografia
Juan Antonio Pezet nasceu em Lima, em 1809; filho do Dr. José Pezet Monel, médico, jornalista, escritor e parlamentar que foi um dos heróis da Independência do Peru. Seu avô francês, Antoine Pezet Eustache, havia chegado a Lima em 1765.
Ainda pequeno, Pezet esteve brevemente no Colégio Jesuíta de San Carlos. Quando o General José de San Martín com o exército libertador obrigou o vice-rei a sair de Lima em 1821, o jovem Pezet se uniu aos patriotas e participou da campanha como subtenente. Em 1823, foi promovido a tenente, e sob as ordens de Bolívar e Sucre, lutou nas batalhas de Junín e Ayacucho.
Chegou ao posto de capitão em 1828, e em 1835, como coronel de batalhão de Rimac, participou da revolta do presidente Agustín Gamarra contra a Confederação Peru-Boliviana.
Foi o primeiro vice-presidente da República, eleito junto com o general Miguel de San Román em 1862. Em 1863, diante da morte do oficial San Román, assumiu a Presidência Constitucional da República, logo após o governo interino de Pedro Diez Canseco.

### Presidência da República
O feito mais importante de seu governo se deu na tentativa espanhola de recuperar suas colônias na América e a ocupação das Ilhas Chincha por parte do vice-almirante Luis Hernández Pinzón.
Em 2 de agosto de 1863, ocorreu um incidente no distrito peruano de Talambo entre imigrantes bascos e agricultores peruanos, como resultado do qual um cidadão espanhol foi morto e outros quatro ficaram feridos. Madrid decidiu então enviar Eusebio Salazar y Mazaredo sob o título de Comissário Real, não sendo reconhecida sua designação pelas autoridades peruanas.
Em resposta, em 14 de abril de 1864, o esquadrão espanhol em Callao se dirigiu às Ilhas Chincha, decretando sua ocupação. A guarnição que as resguardava foi rapidamente subjugada e os marinheiros espanhóis fizeram barracas nas ilhas. Por isso, Pinzón decretou um bloqueio ao porto de Callao para forçar negociações com o governo peruano.
Contudo, as ações de Pinzón foram observadas com muito cuidado pelo governo espanhol, que embora no começo não tenha dado aprovação para estas ações, finalmente decidiu apoiá-las com o envio de quatro navios de guerra. Mesmo assim, decidiu-se pela substituição de Pinzón pelo vice-almirante Juan Manuel Pareja.
Em dezembro de 1864, uma vez em território peruano, Pareja entrou em intensas negociações diplomáticas com o general Manuel Ignacio de Vivanco, nomeado representante do Presidente Pezet, as mesmas concluídas em 27 de fevereiro de 1865 com a assinatura do Tratado Vivanco-Pareja.
Contudo, o acordo foi rejeitado por um setor de controle da cidadania peruana, que o considerava humilhante e contrário aos interesses do país. Também não foi aprovado pelo Congresso. Sua falta de reação diante desta situação gerou grande indignação, causando em poucos meses uma revolução nacionalista comandada pelo general Mariano Ignacio Prado, em Arequipa. Desta maneira, Pezet foi expulso do poder em 6 de novembro de 1865.